# Microdol X
Microdol-X från Kodak var en vanlig framkallare för svart-vit film på 1970-talet. Den är långsammare och mindre aktiv än Kodaks D-76 (samma som Ilford  ID-11) men ger finare och mindre distinkta korn än många andra framkallare. Den lämpar sig sämre för "pressning". Rätt använd ger den utmärkt resultat med Kodaks film Tri-X. Pulvret till Microdol-X klumpar sig inte om man väl har öppnat en förpackning, och man kan med fördel väga upp rätt mängd pulver och blanda till en färsk lösning med rätt spädning varje gång man ska framkalla en film istället för att ha en förrådslösning som långsamt blir sämre och brunare med tiden.